# Paulsborn
Paulsborn (pol. tłum. „źródło Pawła”) – źródło krasowe wypływające na powierzchnię na Garbie Tarnogórskim, na terenie Kolonii Lasowice w Tarnowskich Górach, a także nazwa założonego wokół niego w 1895 roku ogrodu.

## Położenie
Ogród Paulsborn wraz ze znajdującym się na jego terenie źródłem i stawem zlokalizowany jest w południowej części ROD „Wyzwolenie” przy ul. Cegielnianej w Tarnowskich Górach.

## Historia

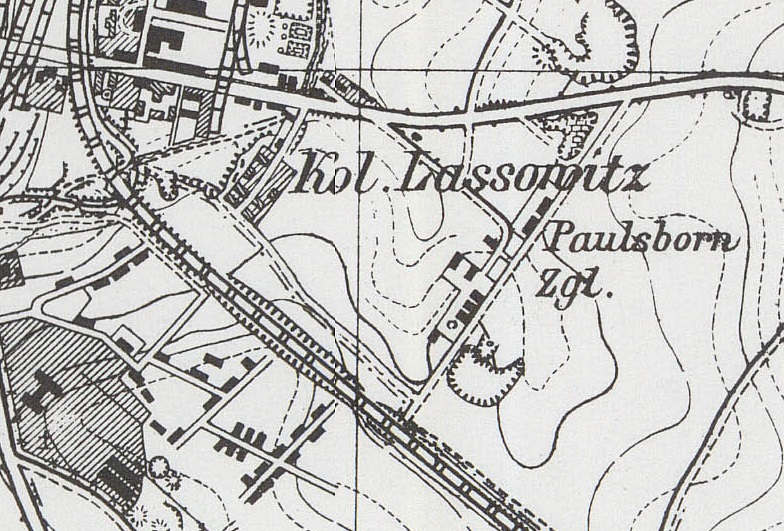
Kolonia Lasowice (Kol. Lassowitz) i Paulsborn na fragmencie niemieckiej mapy Górnego Śląska z 1940 roku (na podstawie pruskiej mapy z 1883 roku)

Historia ogrodu sięga 1895 roku, kiedy to dr Paul Wossidlo, ceniony botanik, pedagog i od 1870 roku pierwszy dyrektor tarnogórskiej szkoły realnej (obecne II Liceum Ogólnokształcące im. Stanisława Staszica) nabył w pobliskiej Kolonii Lasowice (niem. Kol. Lassowitz) posiadłość z trzema stawami (do czasów współczesnych zachował się jeden) zasilanymi wodą pochodzącą z miejscowego źródełka krasowego Paulsborn. Dało ono następnie nazwę całemu założeniu .
Po przejściu na emeryturę w 1900 roku Wossidlo zajął się rozbudową posiadłości, w której zgromadził swoje bogate zbiory florystyczne, faunistyczne i mineralogiczne. Stała się ona również miejscem spotkań tarnogórskiej masonerii, do której Wossidlo należał.
Wokół źródła oraz stawów przyrodnik zasadził kilkadziesiąt okazów drzew i krzewów rodzimych gatunków, natomiast runo ukształtował inspirując się florą lasów z okolic Tarnowskich Gór. Zdaniem Tadeusza B. Hadasia, jeszcze pod koniec XX wieku u podnóża niektórych sędziwych drzew występować miała rzadka ciemiężyca zielona (Veratrum lobelianum Bernh.).

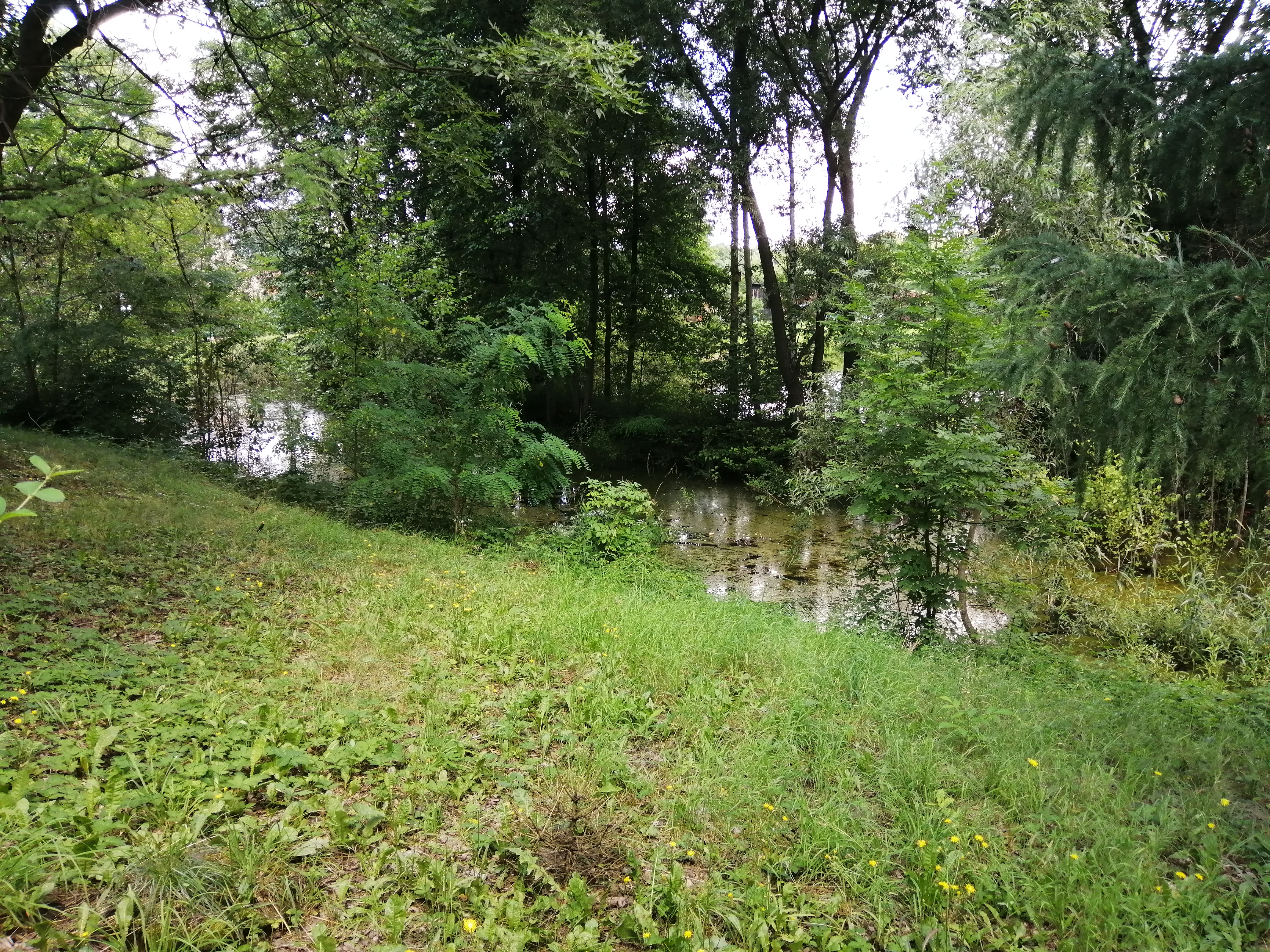
Fragment stawu

W maju 1921 roku na Paulsborn napadli powstańcy śląscy. Doszło do zdewastowania ogrodu, grabieży cennych zbiorów przyrodniczych, księgozbioru i kolekcji dzieł sztuki oraz kradzieży żywego inwentarza. 85-letni Wossidlo wraz ze swoją rodziną zmuszony był uciec z Tarnowskich Gór. Osiadł we Wrocławiu, gdzie wkrótce – 27 lipca 1921 roku – zmarł . Po jego śmierci sprzedano Paulsborn rodzinie Giołdów, która posiadłość tę odbudowała .
Do okresu przed II wojną światową źródło Paulsborn oraz okoliczne studnie wykorzystywane były przez właścicieli ogrodu i mieszkańców miasta, którzy bardzo cenili walory smakowe i krystaliczną czystość pozyskiwanej wody. Współcześnie Paulsborn pozostał jednym z dwóch ostatnich – obok Źródła Młodości w Reptach – czynnych źródeł w południowej części miasta; większość z nich zanikła w wyniku obniżenia wód gruntowych wskutek działalności Głębokiej Sztolni „Fryderyk”. Również Paulsborn jest źródłem o niskiej wydajności, które pomału zanika.